# Zespół Bannayana-Rileya-Ruvalcaby
Zespół Bannayana-Rileya-Ruvalcaby (zespół Bannayana-Zonany, zespół Rileya-Smitha, zespół Ruvalcaby-Myhrego-Smitha, ang. Bannayan-Riley-Ruvalcaba syndrome, BRRS, Bannayan-Zonana syndrome, BZS, Riley-Smith syndrome, Ruvalcaba-Myhre-Smith syndrome, RMSS) – rzadki, genetycznie uwarunkowany zespół predyspozycji do nowotworów, spowodowany mutacją w genie PTEN w locus 10q23.31. Mutacje w tym samym genie związane są z zespołem Cowden (OMIM#158350) i zespołem makrocefalia/autyzm (OMIM#605309), są to więc schorzenia alleliczne o nakładających się fenotypach chorobowych.
Dziedziczenie zespołu jest autosomalne dominujące. Na obraz kliniczny BRRS składają się liczne malformacje, przede wszystkim makrocefalia, liczne tłuszczaki, mnogie polipy hamartomatyczne jelita, malformacje naczyniowe, u mężczyzn nieprawidłowa pigmentacja skóry prącia. U blisko 50% pacjentów z BRSS rozwija się hipotonia i łagodne do ciężkiego upośledzenie umysłowe.
Zespół opisało niezależnie od siebie kilku lekarzy, co znalazło odzwierciedlenie w kilku funkcjonujących eponimicznych nazwach choroby. Harris D. Riley, Jr. i William R. Smith w 1960 roku opisali pierwszą rodzinę. George A. Bannayan opisał triadę tłuszczakowatość-naczyniakowatość-makrocefalia w 1971 roku. Jonathan Zonana ze współpracownikami przedstawił w dwóch pracach z 1975 i 1976 przypadek zespołu u ojca i jego dwóch synów, proponując autosomalne dominujące dziedziczenie zespołu. Przeglądu przypadków zespołu opisanych w piśmiennictwie dokonał Miles i wsp., który wprowadził też termin zespołu Bannayana-Zonany. Rogelio H.A. Ruvalcaba w 1980 roku przedstawił dwóch pacjentów z makrocefalią, polipowatością jelita i przebarwieniami skóry prącia, rozpoznając u nich zespół Sotosa; David Weyhe Smith stwierdził jednak, że są to dwie różne choroby.